# Douglas DC-5
Douglas DC-5 byl americký dvoumotorový vrtulový hornoplošný dopravní letoun o kapacitě 16 až 22 míst s příďovým zatahovacím podvozkem, navržený pro kratší trasy než stroje Douglas DC-3 nebo Douglas DC-4. V době, kdy v roce 1940 vstoupil do komerční služby, mnoho leteckých společností rušilo objednávky na letadla. V důsledku toho bylo postaveno pouze pět civilních DC-5. Vzhledem k tomu, že Douglas Aircraft Company již přecházela na vojenskou výrobu druhé světové války, byl DC-5 brzy překonán světovými událostmi, i když bylo vyrobeno omezené množství vojenských variant. Je to nejméně známý stroj ze slavné série letounů firmy Douglas.

## Vývoj
První návrh, vzešlý z konstrukční kanceláře Leo Devlina za odborné asistence Eda Heinemanna, se poprvé objevil v létě roku 1938.
Prototyp DC-5 (výr. č. 411, NX-21701) zalétal 20. února 1939 zkušební pilot Carl Cover. Pohon zajišťovala dvojice vzduchem chlazených devítiválcových pohonných jednotek Wright Cyclone GR-1820F-62 o výkonu po 662 kW. Po ukončení zkušebního programu došlo k výměně původních motorů za Wright R-1820G-102A o výkonu po 810 kW a letoun obdržel jméno „Rover“. 19. dubna 1940 byl předán jako osobní stroj Williamu E. Boeingovi, který jej po 22 měsících služby předal US Navy. U amerického námořnictva nesl označení R3D-3 a číslo 08005. Do roku 1946 sloužil na Aleutách.

## Služba

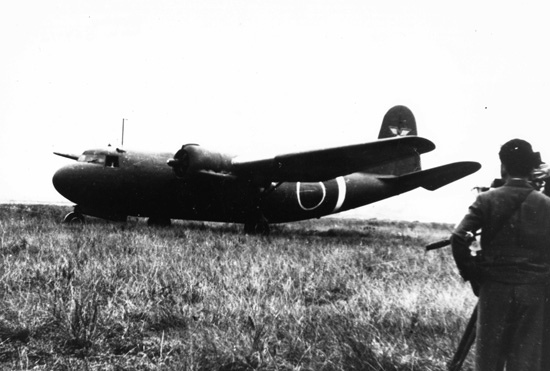
Japonský letoun DC-5 (ex PK-ADA)

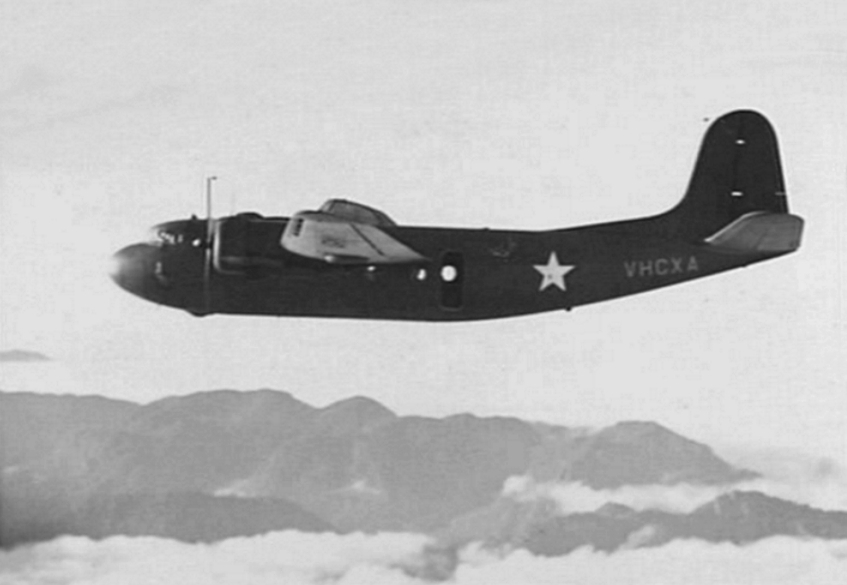
C-110DE (VH-CXA) USAAF nad Novou Guineí, 1942

V tomto období převzala své čtyři objednané DC-5 letecká společnost KLM (PH-AXA „Alk“, PH-AXB „Bergeend“, PH-AXE „Eend“ a PH-AXG „Gruto“), která je nasadila na evropských linkách. Po vpádu německých vojsk do Nizozemí byly DC-5 KLM evakuovány do zámoří. K západoindické pobočce KLM do Curaçaa přešly v roce 1940 dvě DC-5 jako PJ-AIW „Wakago“ a PJ-AIE „Zonvogel“ a další dvě do Batávie ke KNILM jako PK-ADA a PK-ADB. Počátkem roku 1942 byly všechny čtyři letouny dislokovány v Západní Indii na ostrově Jáva. PJ-AIW a PJ-AIZ změnily imatrikulaci na PK-ADD a PK-ADC.
Po japonském útoku na Jávu tři z nich uletěly s uprchlíky do Austrálie, PK-ADA byl 9. února 1942 převzat Japonci jako válečná kořist. Po opravě byl nejprve využíván jako zkušební létající laboratoř a následně vystavován v Tokiu jako exponát ukořistěných spojeneckých letadel až do konce války. Poté dosloužil jako výcvikový stroj leteckých navigátorů na vojenské základně v Tačikavě.
Zbývající tři DC-5 KNILM v Austrálii létaly u dopravce Australian National Airways (VH-CXA, VH-CXB a VH-CXC). Používala je rovněž 21. squadrona RAAF pro přepravu osob ze Spojeného velitelství letecké dopravy.
V roce 1944 došlo k jejich předání americkému letectvu, kde dostaly označení C-110DE a sériová čísla 44-83230 až 44-83232. Sloužily u 374. výsadkové a dopravní skupiny 5. letecké armády. Zde létaly s původními nizozemskými posádkami, které smluvně vyplácela společnost Pan American World Airways.
Na konci II. světové války byl letoun 44-83232 přenechán za cenu šrotu Australian National Airways, která ho krátce nato odprodala nově vzniklé společnosti Holland Airways (VH-ARD „Bali Clipper“) se sídlem v Sydney. Zde byl používán pro přepravu italských přistěhovalců do Austrálie.
V roce 1948 se VH-ARD dostal přes Sicílii do Izraele, kde létal do roku 1955 se jménem „Bagel Lancer“. Pak byl letoun postupně rozebírán a používán k pozemnímu výcviku a školení mechaniků na letišti v Tel Avivu.
US Navy zakoupilo a v červnu a červenci 1940 převzalo tři letouny ve vojenském provedení R3D-1 (1901 až 1903) pro 16 pasažérů.
V září a říjnu následovaly čtyři exempláře R3D-2 (1904 až 1907) pro USMC. Měly zpevněnou podlahu kabiny a nákladová vrata na levé straně trupu za křídlem. Alternativně mohly být vybaveny 22 sklopnými sedadly pro výsadkáře. Během II. světové války tyto letouny operovaly mezi vojenskými základnami v USA a oblasti Pacifiku. Jeden z R3D-2 byl sestřelen japonskou ponorkou u pobřeží Austrálie, zbylé byly 31. října 1946 vyřazeny.

## Specifikace

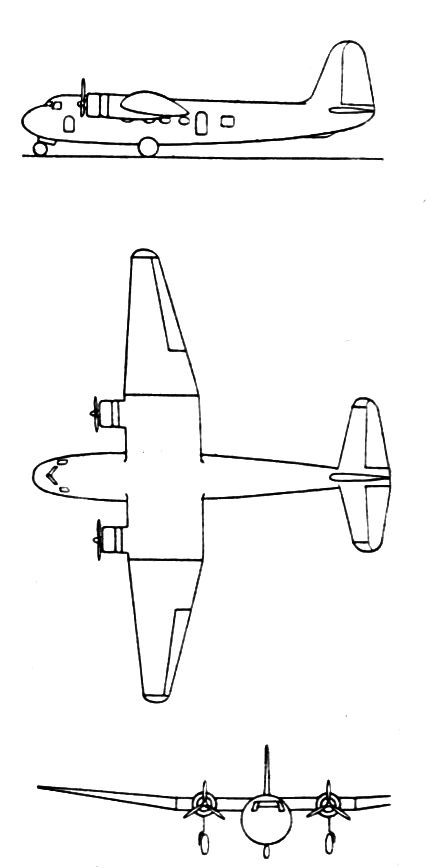
Třípohledový nákres DC-5

Údaje platí pro DC-5

### Technické údaje
- Posádka: 3
- Rozpětí: 23,77 m
- Délka: 18,96 m
- Výška: 6,04 m
- Nosná plocha: 76,55 m²
- Hmotnost prázdného letounu: 6 243 kg
- Vzletová hmotnost: 9 072 kg

### Výkony
- Maximální rychlost: 370 km/h
- Cestovní rychlost: 325 km/h
- Dostup: 7 225 m
- Dolet: 2 575 km
- Stoupavost: 8,1 m/s (1 585 ft/min)